# جعفرخان از فرنگ برگشته
جعفرخان از فرنگ برگشته   فیلم سینمایی کمدی-درام به کارگردانی و نویسندگی علی حاتمی محصول سال ۱۳۶۶ است.
این فیلم بر اساس نمایشنامه‌ی جعفرخان از فرنگ آمده نوشته‌ی حسن مقدم بازآفرینی شده است. گرچه خط داستان و شخصیت‌ها در این فیلم، مشابه همان نمایشنامه است، اما علی حاتمی، جای شخصیت‌های مثبت و منفی را عوض کرده است.
اصل نمایشنامه، اواخر دوره‌ی قاجار نوشته شده است و زمانی که فیلم نشان می‌دهد، مربوط به اواخر دوره‌ی پهلوی است.
در نمایشنامه، جعفرخان، شخصیتی تحصیل‌کرده، آگاه، مبادی آداب معاشرت و آشنا به بهداشت فردی‌ است. در مقابل، اعضای خانواده‌اش در ایران، افرادی بی‌سواد، ناآگاه، خرافاتی و ناآشنا به بهداشت هستند. اما در فیلم، جعفر خان، شخصیتی غرب‌زده، بی‌عاطفه، بی‌ریشه، خیالاتی و نادان به‌تصویر کشیده شده است؛ در حالی‌که خانواده‌ و اطرافیانش در ایران (که در میان آنها فرنگ‌رفته‌های دیگری هم وجود دارد)، اکثراً، انسان‌هایی ریشه‌دار، پرعاطفه و دانا هستند که در تلاش‌اند راه درست را به جعفرخان نشان دهند، اما شکست می‌خورند.
در سکانس مصاحبه جعفرخان با جراید، وی در جمله ای دلسوزانه و دراماتیک مخاطبان خود را  “ای گله یخ زده در سرما” میخواند. جعفرخان نجات بشر را در کوچ اجبارانه او به کرات دیگر میداند چون به گفته خودش ما انسان ها تمامی منابع را از بین برده و باقی مانده نیز به زودی از بین خواهد رفت. وی خود را ناجی و پروفسور فضا مینامد. دیالوگ نوشته شده برای این سکانس و اجرای حسین سرشار یکی از بخش های درخشان فیلم و یکی از به یادماندنی ترین سکانس های ساخته شده در تاریخ سینمای ایران میباشد.
بخشی از این فیلم در روستای کبوترآباد اصفهان با کمک جهاد کشاورزی این روستا ضبط شده است.

## بازیگران
- عزت‌الله انتظامی، حاجی
- حسین سرشار، جعفرخان (این نقش، نخستین بازی حسین سرشار در سینمای ایران بود، در نقش مردی که ظاهر و رفتارش با جامعه‌اش بیگانه بود.)[۱]
- محمدعلی کشاورز، خان دایی
- رضا ارحام صدر، دکتر خوشدل
- کلارا استپانیانس (دختر عمو)
- سرور نجات‌الهی، عفت (دختر حاجی)
- مهدی ممیزان (داماد حاجی)
- گلنوش انتظامی، گلنوش (نوه حاجی)
- ایرج راد، دکتر شریف
- شکرالله رجبی، تراکتور سوار
- سعید محقق
- فاطمه شفیعی، پرستار
- نفیسه شفیعون، بدری
- منصوره جهانشاهی
- جهانگیر فروهر
- مهدی قلی صفاپور
- هوشنگ حریرچیان
- غلامرضا محبی
- محمدعلی میاندار
- رحمت ارشادی
- هوشنگ بشارت
- پرویز شهنامی
- شهریار دخانی
- هوشنگ بصیری
- منصور نصیری
- غلامعلی آزادمنش
- اسکندر رفیعی
- فریدون سورانی
- پرویز مظهر
- علیرضا کسایی
- ابوالقاسم مقدم